# الاعتراف القانوني بالعلاقات المثلية في اليابان
لا يتم الاعتراف بزواج المثليين في اليابان. ولكن في 2019، تصدر 23 بلدية ومحافظة واحدة شهادات الشراكة المثلية وتقدم بعض الفوائد ولكنها لا تقدم أي اعتراف قانوني. وجدت معظم استطلاعات الرأي التي أجريت منذ عام 2013 أن أغلبية بسيطة من اليابانيين تؤيد تقنين زواج المثليين أو الشراكات المدنية.
تعتبر اليابان الدولة الوحيدة في مجموعة الدول الصناعية السبع التي لا تقدم أي نوع من الاعتراف القانوني بالعلاقات المثلية.

## شهادات الشراكة

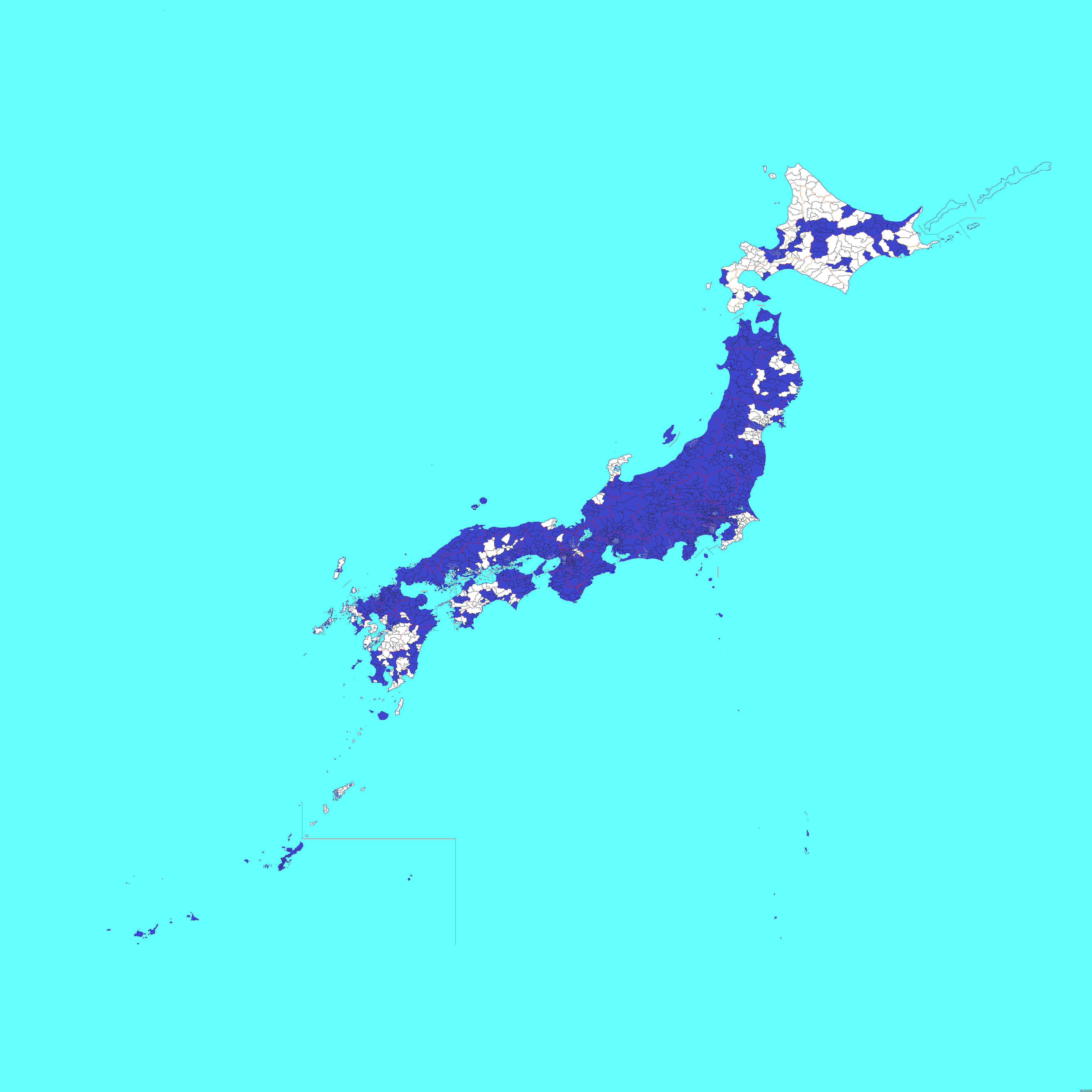
خريطة التقسيمات الفرعية اليابانية التي تصدر شهادات شراكة للشركاء المثليين.
تصدر (أو تخطط لإصدار) شهادات شراكة للشركاء المثليين
لا تصدر شهادات

في 1 أبريل 2015، أعلن حي شيبويا في وسط طوكيو أنه سيقدم للشركاء المثليين «شهادات شراكة» خاصة التي يُقال أنها تعادل الزواج. على الرغم من أن هذه التراخيص غير معترف بها قانونيًا كشهادات زواج، إلا أنها لا تزال أداة مفيدة في الشؤون المدنية مثل حقوق زيارة المستشفيات والسكن. بدأ مكتب حي شيبويا قبول الطلبات في 28 أكتوبر 2015.
استجابة لهذا الإجراء من مكتب حي شيبويا، تم تشكيل «اللجنة الخاصة لحماية العلاقات الأسرية» للحزب الليبرالي الديمقراطي الياباني الحاكم في مارس 2015 لمناقشة هذه المسألة. صرح ضابط من وزارة العدل دُعي للتعليق أن الإجراء الذي اتخذته شيبويا قانوني لأن الشهادة الصادرة ليست شهادة زواج وأن القانون القانوني الياباني الحالي لا يحظر «شراكات» الشركاء المثليين.
في يوليو 2015، أعلن حي سيتاغايا في طوكيو أنها ستنضم إلى شيبويا في الاعتراف بشراكات المثليين منذ 5 نوفمبر من نفس العام. في 30 نوفمبر 2015، أعلنت المدينة الخاصة تاكارازوكا، وتقع في محافظة هيوغو، أنها ستصدر شهادات شراكة للشركاء المثليين تبدأ في 1 يونيو 2016. في ديسمبر 2015، أصدرت مدينة إغا في محافظة ميه إعلانًا مشابهًا مع شهادات بدأت في 1 أبريل 2016. في 22 فبراير 2016، أعلنت مدينة ناها، عاصمة محافظة أوكيناوا أنها ستبدأ إصدار شهادات شراكة للشركاء المثليين في 8 يوليو 2016، مما يجعلها أول مدينة في اليابان تعترف بالشركاء المثليين.
في أبريل 2016، بدأت منظمات حقوق المثليين حملة للاعتراف الرسمي بالشركاء المثليين في سابورو، عاصمة محافظة هوكايدو. رفعت المجموعة التماسها إلى حكومة مدينة سابورو في يونيو 2016. في ديسمبر 2016، أعلن المسؤولون أن سابورو تخطط لوضع مبادئ توجيهية بحلول مارس 2017. في مارس، أعلنت حكومة المدينة أن شهادات الشراكة ستصدر للشركاء المثليين ابتداءً من 1 يونيو 2017. في حين أن الشهادات لا تحمل أي معنى قانوني، فإن بعض شركات التأمين تستخدمها للسماح بإضافة الشركاء المثليين كمستفيدين. ووفقًا للمدينة، فقد أعرب حوالي 1,500 شخص عن آرائهم في الترحيب بالبرنامج، بينما عارضه البعض. أصبحت سابورو أول مدينة مختارة في اليابان تعترف بالشركاء المثليين.
في 14 فبراير عام 2018، أعلنت حكومة مدينة فوكوكا خططا لبدء إصدار شهادات شراكة للشركاء المثليين والشركاء المغايرين منذ 2 أبريل 2018. حذت أوساكا حذوها في 9 تموز عام 2018، وتشيبا منذ 29 يناير 2019.
بدأ حي ناكانو في طوكيو تقديم شهادات شراكة في أغسطس 2018. يمكن للشركاء الحصول على وثائق موثقة تعترف باتفاق تفويض للعلاج الطبي والرعاية التمريضية وإدارة الممتلكات وغيرها من المجالات التي يتقاسم فيها الأزواج المتزوجون المسؤولية. بدأت مدينة أويزومي، في محافظة غونما، إصدار شهادات شراكة في 1 يناير 2019.
في 1 أبريل 2019، بدأت كل من بلديات ومدن إيدوغاوا، فوتشو، هيراكاتا، كوماموتو، أوداوارا، ساكاي، سوجا، توشيما الاعتراف بالشركاء المثليين. خططت مدينة هيدا في غيفو أيضًا بالبدء في إصدار مثل هذه الشهادات في نفس اليوم، ومع ذلك، تم تأجيل ذلك إلى تاريخ غير محدد.
بدأت كل من كانوما، ميازاكي في إصدار شهادات الشراكة في 3 يونيو و 10 يونيو 2019، على التوالي، في حين بدأت كيتاكيوشو القيام بذلك في 1 يوليو 2019، وبدأت ناغاساكي القيام بذلك في 2 سبتمبر 2019، و تخطط ناراشينو (تشيبا)ناراشينو لذلك في وقت ما في عام 2020.
في يناير 2019، أعلنت حكومة محافظة إيباراكي أنها تدرس تقديم شهادات شراكة للشركاء المثليين في أبريل 2019. إذا تمت الموافقة على الاقتراح، فسيجعل ذلك إباراكي أول محافظة في اليابان تعترف بالشركاء المثليين. في مارس 2019، أعرب المحافظ كازوهيكو شيغاوا عن دعمه الشخصي لإدخال مثل هذا المخطط، في اثناء دراسة جمعية محافظة إيباراكي لتشريع بهذا المعنى. بدأت الجمعية مناقشة تدبير الشراكة هذا في يونيو 2019، مع مراجعات إيجابية. قدمت المحافظة شهادات شراكة منذ 1 يوليو 2019. بعد ثمانية أيام، أعلنت مدينة ميتو، عاصمة محافظة إيباراكي، أنها ستسمح للشركاء الذين لديهم شهادات شراكة في المحافظة بالانتقال إلى مرافق الإسكان العامة في البلدية، ابتداءً من أغسطس عام 2019.
وتجري حاليا دراسة التدابير الرامية إلى السماح بشهادات شراكة المثليين في سايتاما، وقد تم اقتراحها في العديد من المناطق، بما في ذلك العديد من أحياء طوكيو الخاصة، مثل أراكاوا، بونكيو، تشيودا، تشوأو، كاتسوشيكا، كيتا، كوتو، نيريما، سوميدا، وتايتو، وكل من مدن أباشيري، هاتشيؤوجي، هاماماتسو، هانو، إروما، كاماكورا، كاواغويه، كاوازاكي، كازو، موروياما وساكودو.

### قائمة
تقدم 23 بلدية ومقاطعة واحدة «شهادات شراكة» تضم حوالي 14% من السكان اليابانيين. في 3 مدن أخرى، لم تدخل هذه السياسات حيز التنفيذ.

#### المحافظات
- إيباراكي (2019)

#### البلديات
- شيبويا، طوكيو (2015)
- سيتاغايا، طوكيو (2015)
- إغا، ميه (2016)
- تاكارازوما، هيوغو (2016)
- ناها، أوكيناوا (2016)
- سابورو، هوكايدو (2017)
- فوكوكا، فوكوكا (2018)
- أوساكا، أوساكا (2018)
- ناكانو، طوكيو (2018)
- أويزومي، غونما (2019)
- تشيبا، تشيبا (2019)
- إيدوغاوا، طوكيو (2019)
- فوتشو، طوكيو (2019)
- هيراكاتا، أوساكا (2019)
- كوماموتو، كوماموتو (2019)
- أوداوارا، كاناغاوا (2019)
- ساكاي، أوساكا (2019)
- سوجا، أوكاياما (2019)
- توشيما، طوكيو (2019)
- يوكوسوكا، كاناغاوا (2019)
- كانوما، توتشيغي (2019)
- ميازاكي، ميازاكي (2019)
- كيتاكيوشو، فوكوكا (2019)
- ناغاساكي، ناغاساكي
- ناراشينو، تشيبا (2020)
- هيدا (سيتم تحديده)

### الاحصائيات
كانت أول شريكتين حصلتا على شهادة شراكة هما كويوكي هيغاشي وهيروكو ماسوهارا في حي شيبويا في طوكيو في 5 نوفمبر 2015. وقد تم تهنئتهما شخصيًا من قبل رئيس البلدية كين هاسيبي. في نفس اليوم، بدأ حي سيتاغايا أيضًا في الاعتراف بالشراكات المثليين، ووزعت شهادات الشراكة على 7 شركاء.
بحلول أبريل 2017، تم إصدار شهادات شراكة ل17 من الشركاء المثليين في شيبويا.
بحلول أواخر نوفمبر 2018، تم الاعتراف بـ319 شراكة رسميًا؛ 81 في سيتاغايا و 69 في أوساكا و 59 في سابورو و 34 في فوكوكا و 31 في شيبويا و 25 في ناها و 14 في ناكانو و 4 في إغا و 2 في تاكارازوما، هيوغو. ويجب الملاحظة أن كل أوساكا وفوكوكا وسابورو توفر أيضًا تسجيلات الشراكة هذه للشركاء المغايرين.
بحلول أبريل 2019، تم الاعتراف بـ 426 شراكة في 20 ولاية قضائية، من بينها 150 في طوكيو (6 أحياء/مدن)، و 103 في أوساكا (3 مدن)، و 65 في هوكايدو، و 38 في فوكوكا، و 29 في تشيبا، و 5 في ميه، و 4 في ميوجو، 3 في كاناغاوا (مدينتان)، وواحدة في أوكاياما، ولا شيء في غونما وكوماموتو.

## زواج المثليين

القوانين المتعلقة بالمثلية الجنسية في آسيا
المثلية الجنسية قانونية
زواج المثليين
توفر شكل آخر من أشكال الاعتراف القانوني
مساكنة غير مسجلة
الاعتراف بزواج المثليين المنعقد في الخارج فقط، دون الاعتراف بعقده في الداخل
لا اعتراف
قيود على حرية التعبير
المثلية الجنسية غير قانونية
قانون لايتم تطبيقه، أو قانون غير واضح
سجن،وفي اليمن إعدام
سجن مؤبد
عقوبة الإعدام

### الخلفية
في 27 مارس 2009، تم الإبلاغ عن أن اليابان تسمح لمواطنيها بالزواج من شركاء أجانب مثليين في البلدان التي يكون فيها زواج المثليين قانونيًا. لا تسمح اليابان بزواج المثليين محليًا ورفضت حتى الآن إصدار وثيقة تنص على أن الشخص الأعزب وفي سن قانوني ومطلوب من المواطنين أن يتزوجن في الخارج إذا كان الزوج الذي يقصده مقدم الطلب القانوني مثليا. وبموجب هذا التغيير، أصدرت وزارة العدل تعليمات إلى السلطات المحلية بإصدار الشهادة الأساسية لأولئك الذين يرغبون في زواج المثليين.
في يونيو 2011، أعلن نائب رئيس دير شونكو-إن في كيوتو لطائفة زن أن المعبد من شأنه أن يؤدي مراسم زواج المثليين كجزء من شهر فخر المثليين.
منذ 15 مايو 2012، سمح «طوكيو ديزني ريزورت» بمراسم زواج المثليين رمزية (غير معترف بها قانونًا) في فندق قصر سندريلا. في 3 مارس 2013، عقد أول حالة زواج المثليين. تزوجت كويوكي هيغاشي من شريكتها هيروكو ماسوهارا.
في مارس 2019، ألغت وزارة العدل أمر ترحيل لرجل تايواني مثلي الجنس بقي في اليابان بشكل غير قانوني بعد انتهاء فترة تأشيرته، مع الأخذ في الاعتبار علاقته المثلية طويلة الأمد مع مواطن ياباني. أصدرت الوزارة للرجل الذي عاش في اليابان منذ حوالي 25 عامًا تصريح إقامة خاص. ومنح مكتب الهجرة التابع للوزارة الرجل تأشيرة إقامة لمدة عام بعد أن اقترحت محكمة طوكيو المحلية أن يراجع المكتب الأمر.

### الدستور
تنص المادة 24 من الدستور الياباني على ما يلي: «يجب أن يكون الزواج مبنيًا فقط على الرضا المتبادل بين الجنسين، ويجب الحفاظ عليه من خلال التعاون المتبادل مع الحقوق المتساوية للزوج والزوجة كأساس». في السابق، لم يكن بإمكان الزوجين في اليابان الزواج إلا إذا وافق رب الأسرة (الأب، أو في غياب الأب، الابن الأكبر) على الاتحاد. ونتيجة لذلك، كان الزواج المدبر هو الشكل السائد للزواج. كان على الأزواج الذين لم يتمكنوا من الحصول على إذن الفرار والبقاء في زواج القانون العام.
كان الغرض من المادة 24 من الدستور الجديد هو تأكيد حرية الموافقة على الزواج من البالغين، وإثبات المساواة بوضوح بين الجنسين في الزواج. عرفت الصياغة الزواج بأنه اتحاد الزوج والزوجة. يجادل بعض العلماء القانونيين بأن القصد من المقال لم يكن في إشارة إلى زواج المثليين، فإنه لا يحتاج إلى تطبيق في تشريع زواج المثليين. ومع ذلك، فإن المشرعين المحافظين وكذلك علماء القانون الذين يتخذون مقاربة حرفية للتفسير الدستوري يجادلون بأن مثل هذه الحجة ليست حجة قوية.
في فبراير 2015، ناقش البرلمان الوطني ما إذا كان ينبغي الاعتراف بزواج المثليين بموجب الدستور الياباني. قال كوتا ماتسودا، عضو مجلس المستشارين الياباني:
عبر رئيس الوزراء الياباني شينزو آبي عن رأيه في القضية:
في يوليو 2019، في أعقاب الشكاوى المتعلقة بحقوق الإنسان من 455 شخصا من مجتمع الميم من جميع أنحاء البلاد، قدم الاتحاد الياباني لنقابات المحامين وثيقة إلى وزير العدل، ورئيس الوزراء، ورئيس مجلس النواب ورئيس مجلس المستشارين لتشريع زواج المثليين. تنص الوثيقة على أن المادة 24 لا تحظر مثل هذه الزيجات، لأن «مفهوم زواج المثليين كان خارج نطاق الافتراض وقت سنه»، وأن حظره يشكل انتهاكًا كبيرًا لحقوق الإنسان، ويحث البرلمان الوطني على مراجعة القوانين من أجل تشريع زواج المثليين.

### الدعم السياسي والتشريعات
يدعم كل من الحزب الدستوري الديمقراطي الياباني زواج المثليين. في ديسمبر 2018، أعلن الحزب أنه سيقدم مشروع قانون لتعديل القانون المدني للسماح بزواج المثليين في وقت ما في عام 2019. في 3 يونيو 2019، قدم مشروع القانون من قبل الحزب الدستوري الديمقراطي الياباني، الحزب الشيوعي الياباني وبعض الأحزاب الأخرى. يسعى إلى تبني لغة محايدة مع استخدام المصطلحين «طرف الزواج» بدلاً من «الزوج» و «الزوجة»، في حين سيتم استبدال «الأب والأم» بعبارة «الوالدين». في يونيو 2019، قبل انتخابات مجلس المستشارين الياباني 2019، أضاف الحزب الدستوري الديمقراطي الياباني تشريع زواج المثليين وإنهاء التمييز ضد مجتمع الميم لبرنامج الحزب.

### التحديات القانونية
في نوفمبر 2018، أعلن العديد من الشركاء المثليين في جميع أنحاء البلاد عن عزمهم رفع دعوى ضد سلطات الدولة، بحجة أن رفض الاعتراف بزواج المثليين غير دستوري. في يناير 2019، تقدم حوالي عشرة من الشركاء المثليين بطلب للحصول على شهادات زواج في مكاتب مدن مختلفة في اليابان. تم تقديم دعاوى قضائية تطعن في حظر زواج المثليين في 14 شباط في المحاكم المحلية في طوكيو، أوساكا، ناغويا وسابورو.

### كوسيكي
في اليابان، يتم تسجيل كل مواطن من خلال نظام كوسيكي حيث يتم تسجيل الفرد كجزء من الأسرة (بينما في الغرب، يمكن أن تكون شهادة الميلاد بمثابة دليل على الهوية). يؤدي تسجيل كوسيكي دورًا مشابهًا إلى حد ما للزواج في الغرب حيث يمنح عضوًا له نفس السلطة القانونية كوسيكي (كأقرب الأقرباء) في التعامل مع المسائل المدنية مثل الميراث أو زيارات المستشفيات أو الحق في تنظيم جنازة. لذلك، فإن تسجيل بعضهم البعض كجزء من كوسيكي يعمل كبديل للزواج على الطريقة الغربية. ونتيجة لذلك، فإن الشركاء المثليين اليابانيين، في غياب قوانين زواج المثليين أو الشراكة المدنية، غالباً ما يستخدمون إجراءات التبني لتسجيل أنفسهم على أنهم ينتمون إلى نفس الأسرة المعيشية (حيث يتبنى الشريك الأكبر سناً الشريك الأصغر سنا، وهو ما يجعل الطفل المتبنى الوحيد هو العائل الوحيد لتلك الأسرة في غياب الزوج).

## الرأي العام
وجد استطلاع للرأي أجرته مؤسسة «إبسوس» في مايو 2013 أنه من بين أكثر من ألف ياباني ممن تمت مقابلتهم، كان 24% ممن شملهم الاستطلاع يؤيدون زواج المثليين، بينما أيد 27% أشكالا أخرى من أشكال الاعتراف القانوني بالشركاء المثليين. وجد استطلاع للرأي أجرته مؤسسة إيبسوس في أبريل 2014 أن 26% من المجيبين كانوا يفضلون زواج المثليين وأن 24% يؤيدون نوعًا آخر من أشكال الاعتراف القانوني. وجد استطلاع للرأي أجرته إيبسوس في مايو 2015 أن 30% من المجيبين يؤيدون زواج المثليين و 28% آخرين لصالح بعض أشكال الاعتراف الأخرى (أي أن 58% أيدوا الاعتراف القانوني بالشركاء المثليين في شكل ما).
وفقًا لمسح أجرته نيهون يورون شوسا-كا، والذي أجري يومي 1 و 2 مارس 2014، أيد 42.3% من اليابانيين زواج المثليين، بينما عارض 52.4% ذلك. أظهر استطلاع آخر أجرته شركة أف أن أن في أبريل 2015 أن 59% أيدوا قانون شهادة شراكات المثليين المقترح في شيبويا وأيد 53% زواج المثليين. كانت هذه هي المرة الأولى التي يجد فيها استطلاع للرأي تأييد الأغلبية لزواج المثليين. أظهر استطلاع إضافي أجري في نوفمبر 2015 أن أغلبية 51% يدعمون زواج المثليين أو الاتحادات أو الشراكات. بينما عارض 41% ذلك. كان الأشخاص الذين تقل أعمارهم عن 20 عامًا يؤيدون زواج المثليين بأغلبية ساحقة (دعم 72%)، في حين أن الأشخاص الذين تتراوح أعمارهم بين 70 عامًا أو أكثر يعارضون زواج المثليين بأغلبية ساحقة (دعم 24%).
أظهر استطلاع للرأي عام 2017 نشرته هيئة الإذاعة اليابانية أن 51% من اليابانيين يؤيدون زواج المثليين.
وفقًا لاستطلاع للرأي أجرته شركة دنتسو في أكتوبر 2018، كان 78.4% من اليابانيين في العشرينات إلى الخمسينيات من العمر يفضلون زواج المثليين. كان الدعم أعلى بين النساء (87.9%) أكثر من الرجال (69.2%)، وكان أعلى بين المستطلعين الأصغر سناً: 87.3% للأشخاص في العشرينات، 81.2% للأشخاص في الثلاثينات، 77.5% للأشخاص في الأربعينات، و 72.5% للأشخاص في الخمسينات.
أظهر استطلاع أجرته وكالة كيودو نيوز في آذار (مارس) وأبريل (نيسان) 2023 أن 71٪ من اليابانيين يؤيدون زواج المثليين، بينما 26٪ يعارضون ذلك. كان الدعم الأعلى بين المستطلعين الذين تقل أعمارهم عن 30 عامًا، عند 85٪. كما أيد 62٪ من ناخبي الحزب الديمقراطي الليبرالي زواج المثليين.